# Braubach
Braubach is een stad in de Duitse deelstaat Rijnland-Palts en maakt deel uit van de Rhein-Lahn-Kreis.
Braubach telt 2.954 inwoners. De stad staat bekend om haar wijnbouw en rozen. In de oude binnenstad zijn nauwe middeleeuwse straten te vinden met eeuwenoude vakwerkhuizen. Een aantal hiervan heeft een keldergewelf voor wijn- en voorraadopslag, op de begane grond de werkplaats en stal, op de eerste verdieping het woongedeelte en op zolder opslag van hooi, stro en hout.

## Aardrijkskunde
Het stadje ligt zo’n tien kilometer ten zuiden van Koblenz. De plaats ligt op de rechter oever van de Midden-Rijn bij de monding van de Mühlbach. Deze beek verdwijnt aan de oostkant van de stad onder de grond om vanuit een buis in de Rijn uit te monden. Het achterland is het plateau van de Taunus, waar de Mühlbach en de zijbeek Großerbach zich in de leisteen hebben ingesleten.

## Geschiedenis
De stad werd in 691 voor het eerst in een oorkonde genoemd als Brubach, waarin bru Keltisch is voor beschermende berg en bach slaat op water. In de oorkonde werd ook gewag gemaakt van wijnbouw op de rechteroever van de Rijn. Tot 886 hoorde de plaats tot het Aartsbisdom Trier en in de 13e eeuw kwam het in bezit van de Heren van Eppstein. Als beloning voor zijn trouwe dienst in de oorlog tegen de koning van Bohemen verkreeg Gottfried IV von Eppstein van Koning Rudolf van Habsburg in 1276 stadsrechten voor de plaats. De oorkonde hierover is behouden gebleven. In 1283 kwam de stad in het bezit van het Graafschap Katzenelnbogen. Vervolgens kwam het bij het Landgraafschap Hessen. Na het Congres van Wenen kwam de stad bij het Hertogdom Nassau. Dit werd in 1866 verslagen en daardoor werd de stad van Pruisen. Na beide wereldoorlogen is de stad bezet geweest door het Franse leger. In 2016 is gevierd dat de plaats 1325 jaar bestond.

## Wijnbouw
Zoals op meer plaatsen langs de Midden-Rijn werd er eeuwenlang wijnbouw bedreven op de hellingen en Rijnwijn gemaakt. In de jaren 1960 is dit ter ziele gegaan, vanwege de concurrentie met Zuid-Europese wijnbouwers. De muren en wegen op deze hellingen zijn bewaard, maar de voormalige wijnbouwpercelen zijn verwilderd.

## Mijnbouw

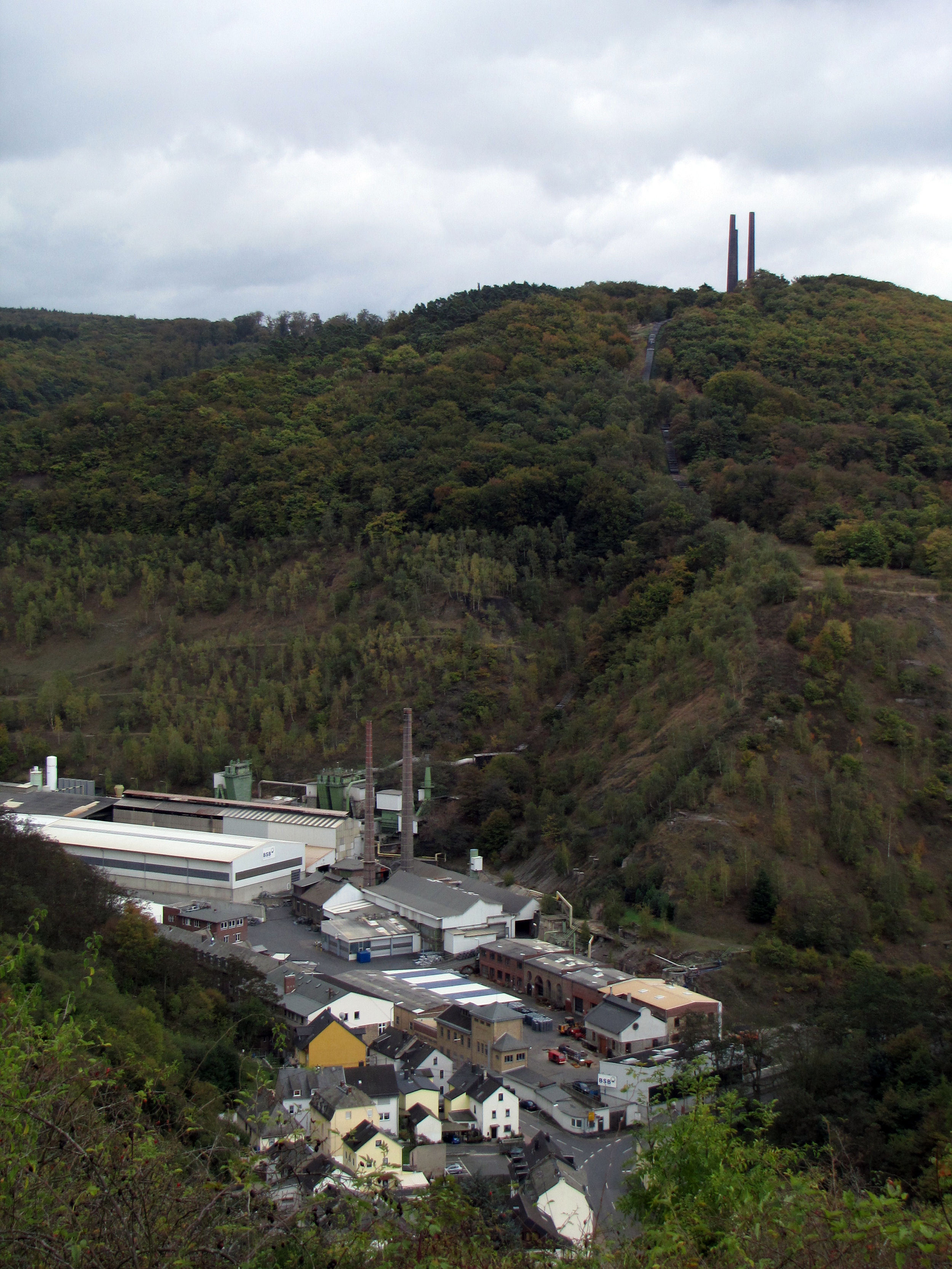
De lood- en zilversmelterij en de heuvel met de drie schoorstenen.

In het jaar 50 is de Romeinen een aantal zilveraders in de omgeving ontdekt. Vanaf 1301 werd bij de stad zilver, loodglans, zinkblende en andere ertsen gewonnen. In 1691 kwam de zilversmelterij in bedrijf. Het zilver bevond zich het meest aan de oppervlakte. Later was het meeste zilver wel gewonnen en werd looderts het belangrijkste product. In de tijden erna ging de activiteit en productie op en af. In de omgeving werd de erts gewonnen in de Viktoriastollen, Albertschacht, Schacht Phillipp, Moritzstollen en Segengottesstollen. In 1877 ging de mijnbouw over naar het bedrijf Emser Blei- und Silverwerke. Dit bedrijf werd op zijn beurt in 1909 overgenomen door Stolberger Zink AG. Zo’n 2,5 kilometer uit het stadscentrum langs de Emser Straße ligt de voormalige mijnschacht Köningstiel. Deze is als laatste in 1967 gesloten, maar er zijn nog een paar gebouwen bewaard gebleven. Op het terrein waar de lood- en zilvererts werden gesmolten is nu een bedrijf gevestigd dat batterijen en accu’s recyclet. Van dit bedrijf loopt een rookkanaal naar de heuvel Pankert, waar drie fabrieksschoorstenen staan. In de mijnbouwtijd werd uit dit rookkanaal regelmatig het giftige neergeslagen arseen(III)oxide gewonnen. De schoorstenen op de heuvel verspreidde de giftige gassen over een groter gebied, zodat men er minder last van had in de stad. Rondom het stadje zijn nog resten te vinden van verlaten en ingestorte mijngangen.

### Groeve Rosenberg
In 1723 werd de groeve Rosenberg geopend. De mijngangen liepen tot Bad Ems en zelfs tot Arzbach. Het diepste punt lag 267 onder de zeespiegel. In 1964 was dit de laatste groeve die gesloten werd. Een aantal betonnen constructies en een fabrieksschoorsteen zijn bewaard gebleven.

## Bezienswaardigheden
- De Marksburg, de enige nooit ingenomen en verwoeste burcht aan de Rijn. De burcht ligt op een heuvel naast de stad.
- De Philippsburg, gelegen aan de zuidkant van de stad. Filips II van Hessen-Rheinfels heeft deze in 1568 laten bouwen voor zijn vrouw. Na zijn overlijden in 1583 heeft zij hier gewoond. De binnenplaats in geplaveid met rivierkeien en hieraan ligt de historische wijnkelder. Bij het kasteel ligt ook een renaissancetuin, naar een ontwerp uit 1607.
- Resten van de oude stadsmuur uit 1200 met de Obertor aan het begin van de Brunnenstraße. De stadsmuur liep ooit tot aan de Marksburg.
- De rozentuinen aan de Rijnoever. Deze zijn aangelegd door Johann Dennert (1863-1932). Hij verkocht kaartjes voor de rivierboten en hij heeft de rozentuin aangelegd.
- Barbarakerk – vroeggotische kerk uit 1276. De toren was ook hoektoren van de stadsmuur.
- Oorlogsmonument bij de Rijnkade, ter nagedachtenis aan de lokale slachtoffers van de Frans-Duitse oorlog en de Eerste Wereldoorlog.

## Wandelroutes

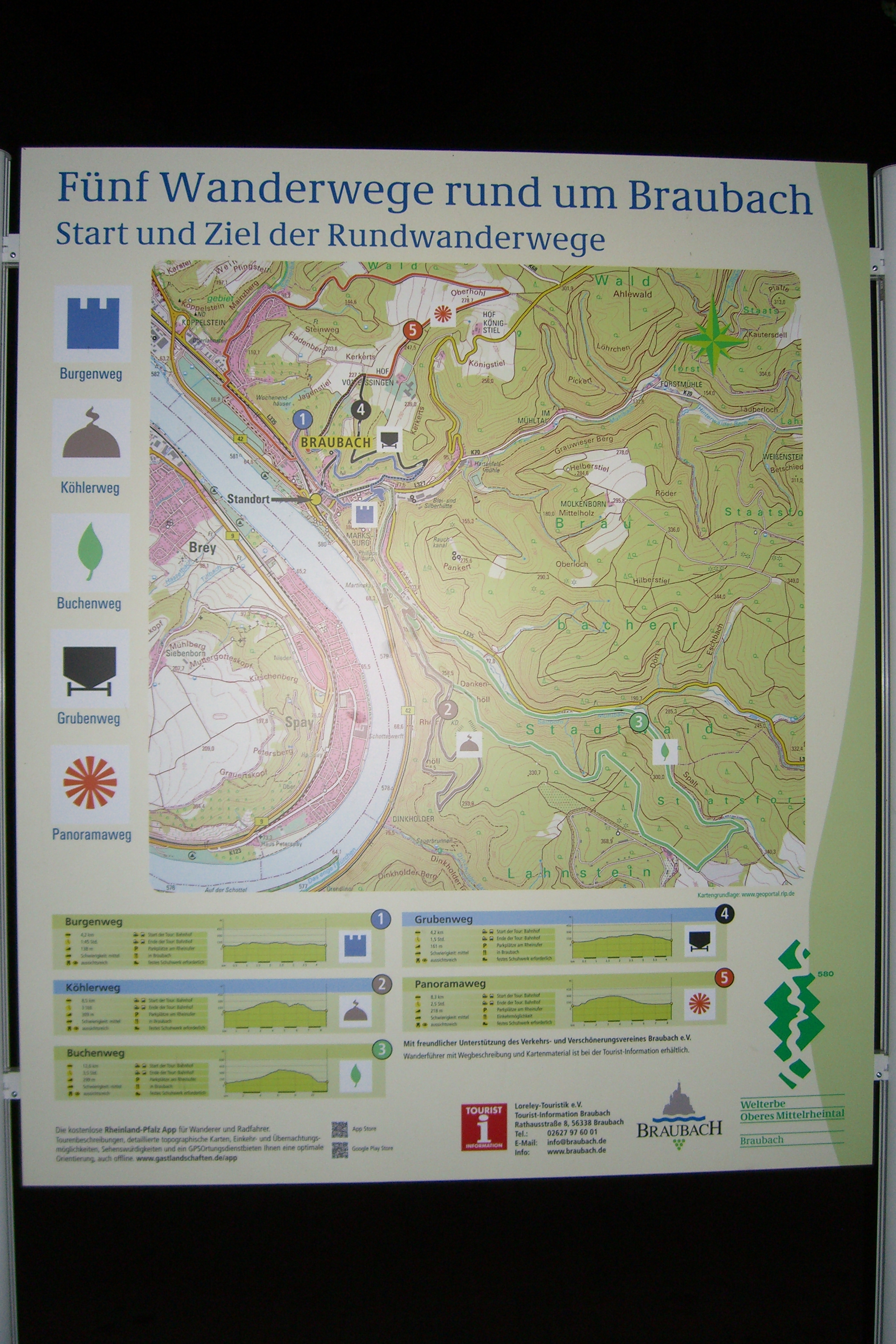
De vijf wandelroutes vanuit Braubach.

Vanuit de stad zijn er vijf wandelroutes uitgezet. Deze routes zijn twee kanten op bewegwijzerd. 
| Naam        | Vertaling         | Lengte (km) | Hoogtemeters | Routebordjes        |
| ----------- | ----------------- | ----------- | ------------ | ------------------- |
| Buchenweg   | Beukenroute       | 12,6        | 299          | Groen boomblad      |
| Grubenweg   | Groevenroute      | 4,2         | 161          | Zwarte mijnwagen    |
| Burgenweg   | Kastelenroute     | 4,2         | 138          | Blauwe kasteeltoren |
| Köhlerweg   | Kolenbranderroute | 8,5         | 309          | Grijze meiler       |
| Panoramaweg | Vergezichtroute   | 8,3         | 218          | Oranje uitzichtpunt |

Langs de Burgweg staan een aantal informatieborden, genaamd Burglehrpfad. Hier wordt in tekst en beeld uitleg gegeven in het Duits over het wel en wee van middeleeuwse kastelen. Langs de Köhlerweg staat een nagebouwde meiler met informatiebord in het Duits.
Naast deze vijf routes vanuit de stad loopt ook het langeafstandwandelpad de Rheinsteig door het oude stadscentrum en langs de Marksburg. Deze route is twee kanten op bewegwijzerd.

## Verkeer en vervoer
De stad is met Koblenz en Wiesbaden verbonden door Bundesstraße 42. In 1862 kreeg de stad een station aan de spoorlijn Wiesbaden Ost - Niederlahnstein. Aan de Rijnoever zijn vijf aanlegsteigers voor rivierboten. Tussen 1903 en 1928 liep er een smalspoor tussen Station Braubach, Dachsenhausen, Marienfels en Miehlen naar Nastätten. Het stuk tussen de zilver- en loodsmelterij en het station werd nog tot 1959 gebruikt met stoomlocomotieven en tot 1977 met dieseltractie.

## Personen van Braubach
Het is de geboorteplaats van de bariton Heinrich Schlusnus (1888 - 1952), die als ereburger van de stad begraven is op het plaatselijke kerkhof.

## Bestuur
De stad is een Ortsgemeinde en maakt deel uit van de Verbandsgemeinde Braubach-Loreley.